# Godefroi al III-lea de Leuven
Godefroi al III-lea (n. 1142 – d. 21 august 1190) a fost conte de Louvain (Leuven), landgraf de Brabant, margraf de Anvers, precum și duce de Lotharingia (ca Godefroi al VIII-lea) de la 1142 până la moarte.
El a fost fiul contelui Godefroi al II-lea de Leuven cu Lutgarda de Sulzbach. El era abia născut atunci când a preluat succesiunea (drept pentru care era numit dux in cunis), motiv pentru care câțiva vasali din regiunea Brabantului au căutat să profite pentru a obține independența față de duce (războaiele din Grimbergen, 1141–1159).
La 30 martie 1147, Godefroi a fost prezent la încoronarea lui Henric Berengar, fiul regelui Conrad al III-lea al Germaniei, în Aachen. Atunci când Conrad a plecat pentru a participa la Cruciada a doua în 1148, războiul a fost reluat. Pacea nu s-a întrezărit până la alegerea unui succesor al lui Conrad, Frederic I Barbarossa. Prin căsătoria cu Margareta, fiică a contelui Henric al II-lea de Limburg, Godefroi a unificat două puternice și antagonice familii din regiune. Fiul lor a fost Henric, devenit primul duce de Brabant.
În 1159, Godefroi a pus capăt războiului cu seniorii de Grimbergen, prin incendierea forăreței acestora.
În 1171, el s-a aflat în război cu Hainaut, însă a fost înfrânt. În 1179, el i-a dat în căsătorie fiului său Henric o nepoată a contelui Filip I de Flandra.
Între 1182 și 1184 Godefroi a plecat într-o campanie la Ierusalim. În absența sa, Frederic Barbarossa i-a conferit lui Henric titlul de "duce de Brabant".
Godefroi a murit în 1190, lăsând un teritoriu extins și construind fortăreața de la Nedelaer (lângă Vilvoorde). Titlul ducal a fost transmis către fiul său, în cadrul dietei de la Schwäbisch Hall (septembrie 1190).

## Familia
Godefroi a fost prima dată căsătorit cu Margareta de Limburg, fiică a ducelui Henric al II-lea de Limburg, în 1158. Cu aceasta, el a avut doi copii:
- Henric (n. 1165 – d. 5 septembrie 1235); instalat în 1180 ca duce de Lotharingia până la 1222; numit conte de Louvain în 1183, până la 1198; instalat ca duce de Brabant în 1191.
- Albert (n. 1166 – d. 24 noiembrie 1192); ales episcop de Louvain (Liege) în 1191, însă asasinat la Reims în 1192.[6]

Godefroi s-a căsătorit pentru a doua oară cu Imagina de Loon, fiică a contelui Ludovic I de Loon. Godefroi și Imagina au avut doi copii:
- Guillaume; senior de Perwez en Ruysbroek; căsătorit cu Maria de Orbais, fiica lui Enguerrand d'Orbais.
- Godefroi; stabilit în Anglia din 1196; căsătorit cu Alice, fiica lui Robert de Hastings.